# Inma Serrano
Pour les articles homonymes, voir Inma et Serrano.
Inma Serrano (Alicante, 1968) est une auteure-compositrice-interprète espagnole.

## Biographie
En 2003, elle crée sa propre compagnie  "Cerebro Demente Records", avec laquelle elle édite "Soy capaz y pequeñas joyas", avec des collaborations de Mercedes Ferrer, Tontxu, Jerry Fish, Armando y el Expreso de Bohemia, Mai Meneses et Anthony Blake. Elle a écrit aussi des chansons pour plusieurs chanteurs et participé à des programmes de télévision et des projets humanitaires comme "Cuarto mundo" (2006).

## Discographie
- 1995 : Inma Serrano (Prix spécial MTV Espagne pour son vidéo-clip "De sobra lo sabes")
- 1997 : Cantos de sirena (Nº 1 de 40 principales avec la chanson "Cantos de Sirena", nommée au meilleur artiste nouveau (Prix Amigo) et prix Cadena Dial)
- 1999 : Rosas de papel
- 2003 : Soy capaz y pequeñas joyas
- 2004 : Grandes éxitos
- 2006 : Polvo de estrellas (CD/DVD directo)
- 2008 :Inma I (premier disque en catalan d'Inma Serrano)
- 2009 :Inma II (sa version en castillan)
- 2010 : Voy a ser sincera